# Zabójcza (Góry Sowie)
Zabójcza (567 m n.p.m.) – wzniesienie w południowo-zachodniej Polsce, w Sudetach Środkowych, w Górach Sowich.
Wzniesienie położone jest w północno-zachodniej części Górach Sowich, około 4,7 km na północ od centrum miejscowości Walim.
Rozciągnięte, trójwierzchołkowe wzniesienie w postaci małego grzbietu o przebiegu S-N, z wyrównaną linią szczytową o dość stromym zachodnim zboczu opadającym do doliny Michałkowskiego Potoku. Wyrasta w końcowej północno-zachodniej części Gór Sowich w niewielkiej odległości od wzniesienia Cerekwicy, położonego po północnej stronie, od którego oddzielona jest rozległym bardzo płytkim siodłem.
Wzniesienie zbudowane jest z dolnokarbońskich zlepieńców gnejsowych. Zbocza wzniesienia pokrywa warstwa młodszych osadów z okresu zlodowaceń plejstoceńskich. Wzniesienie od północnej strony góruje nad miejscowością Boreczna. Wyrównana powierzchnia szczytowa wzniesienia oraz minimalna prawie niewidoczna różnica wysokościowa między wierzchołkami powodują, że najwyższy punkt wzniesienia jest trudny do określenia.
Całe wzniesienie zajmują nieużytki, łąki i pastwiska, na których rosnące ciągi drzew i kępy krzaków wyznaczają dawne miedze i polne drogi. Niewielka część wschodniego zbocza u podnóża porośnięta jest lasem świerkowo-bukowym. Zachodnim zboczem prowadzi lokalna szosa znad Jeziora Bystrzyckiego przez Glinno na Przełęcz Walimską. U podnóża wzniesienia, po południowej stronie, położona jest niewielka, wyludniająca się osada wiejska Boreczna. Położenie wzniesienia, kształt i wyraźna płaska część szczytowa z niewyraźnie podkreślonymi wierzchołkami, czynią wzniesienie rozpoznawalnym w terenie.

## Turystyka
- Podnóżem zachodniego zbocza prowadzi szlak turystyczny
- niebieski szlak turystyczny – fragment europejskiego szlaku długodystansowego E3 z Zagórza Śląskiego na Wielką Sowę.
- Na szczyt można dojść ścieżką od strony zachodniej z osady Boreczna.
- Ze zachodniego zbocza i partii szczytowej roztaczają się ładne widoki Gór Sowich i Wałbrzyskich.